# Cacatoès de Latham
Calyptorhynchus lathami
Espèce
Répartition géographique
Statut de conservation UICN

 LC  : Préoccupation mineure
Statut CITES
Le Cacatoès de Latham (Calyptorhynchus lathami) est une espèce de cacatoès australien de la famille des Cacatuidae. Le nom scientifique du cacatoès honore l'ornithologue anglais John Latham.

## Description

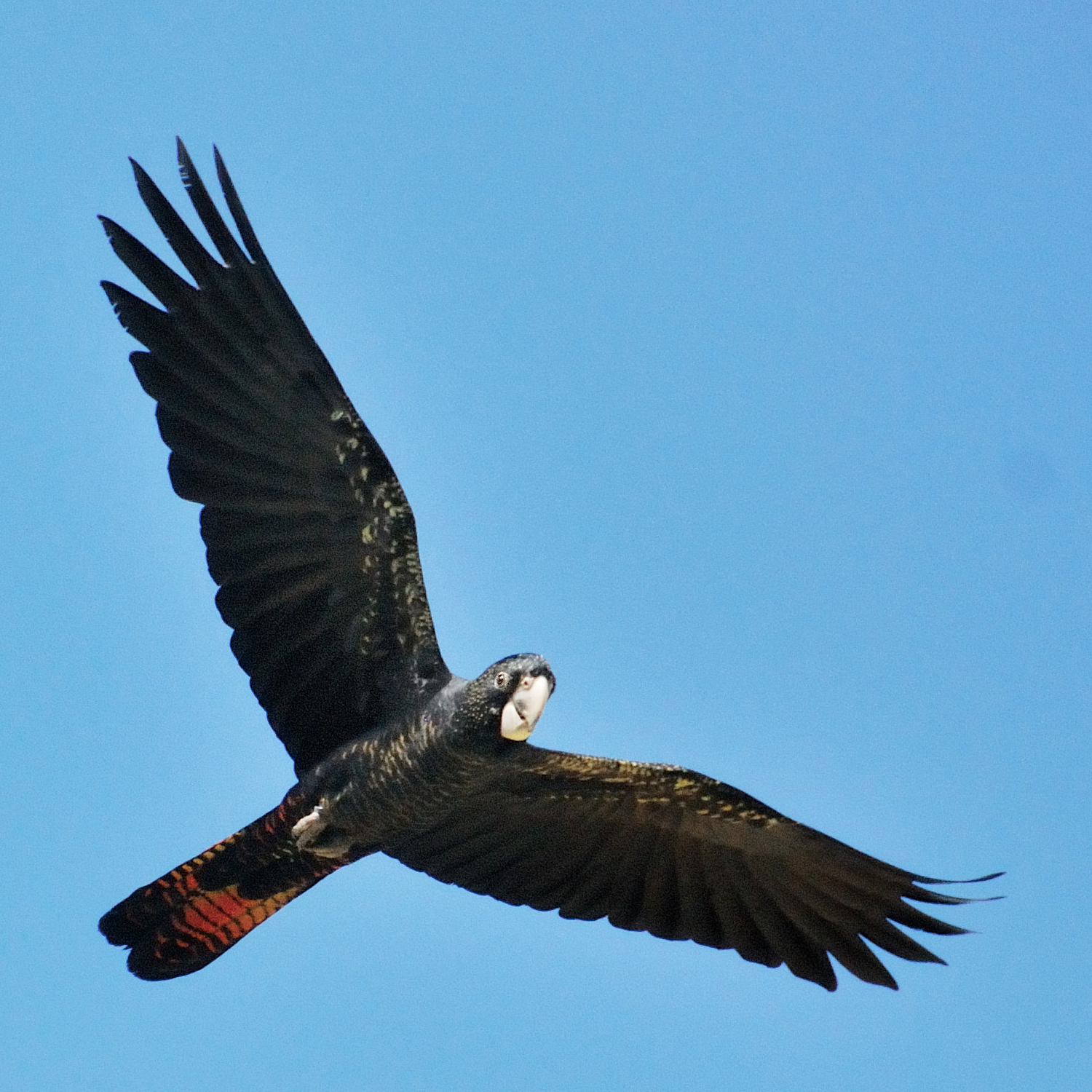
Une femelle.

Un adulte peut atteindre 46 à 50 cm de longueur pour une masse de 420 à 450 g. Ce sont des oiseaux dont la couleur dominante chez le mâle est le noir ou le marron foncé avec certaines rectrices partiellement rouges. Les femelles sont de couleurs plus ternes avec des taches jaunes sur la tête et le cou, les deux rectrices centrales entièrement noires et les zones rouges des autres barrées de noir.
Les immatures présentent un plumage proche de celui des femelles mais avec peu ou pas de jaune sur la face et le cou. Toutefois, ils arborent des taches de cette couleur sur les moyennes couvertures.

## Systématique

### Sous-espèces
D'après la classification de référence (version 10.1, 2020) du Congrès ornithologique international, cette espèce est constituée des trois sous-espèces suivantes (ordre phylogénique) :
- Calyptorhynchus lathami erebus Schodde & Mason, IJ, 1993 ;
- Calyptorhynchus lathami lathami (Temminck, 1807) ;
- Calyptorhynchus lathami halmaturinus Mathews, 1912.

## Distribution et habitat
Cette espèce peuple toute la partie côtière orientale de l'Australie.
Ces oiseaux vivent dans les forêts clairsemées et les régions boisées.

## Population et conservation
La sous-espèce Calyptorhynchus lathami halmaturinus, présente sur l'île Kangourou, a vu 75 % de son habitat détruit par les incendies de la fin de l'année 2019 en Australie. Elle a été déclarée en situation préoccupante.

## Alimentation
Les oiseaux se nourrissent généralement de graines de filaos.

## Reproduction
La ponte ne comporte qu'un seul œuf. L'incubation dure 28 ou 29 jours. Les jeunes demeurent 3 mois au nid.

## Élevage
Connue en Europe depuis de nombreuses années, cette espèce a des difficultés à s'acclimater et à se reproduire hors d'Australie. De ce fait, bien peu d'éleveurs la détiennent. Seuls quelques parcs zoologiques de l'est de l'Europe maintiennent en vie pendant quelques mois ces oiseaux qui finissent par dépérir. La Suisse possède une petite souche d'élevage tandis que cette espèce est peu connue en France.

## Galerie

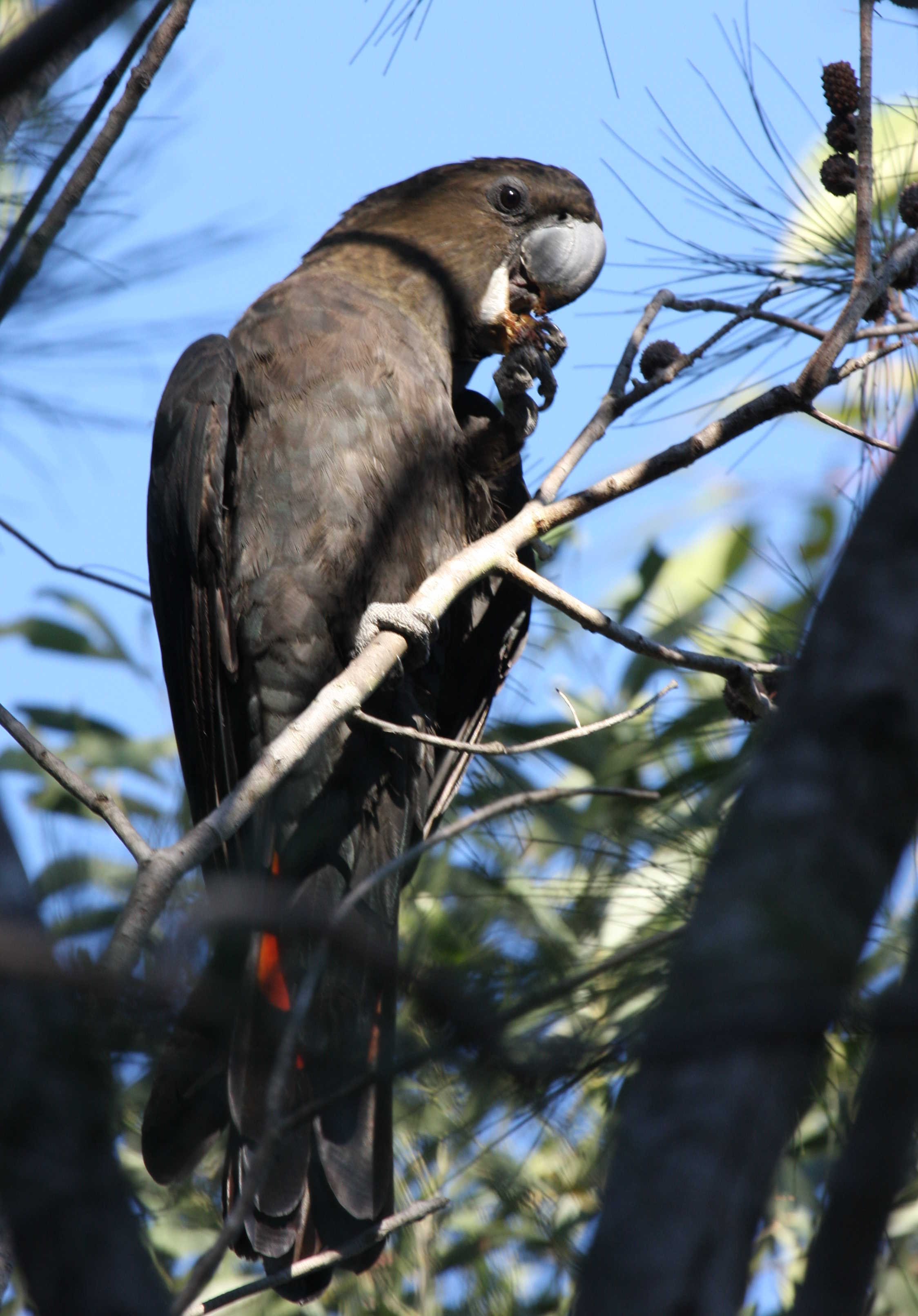
♂
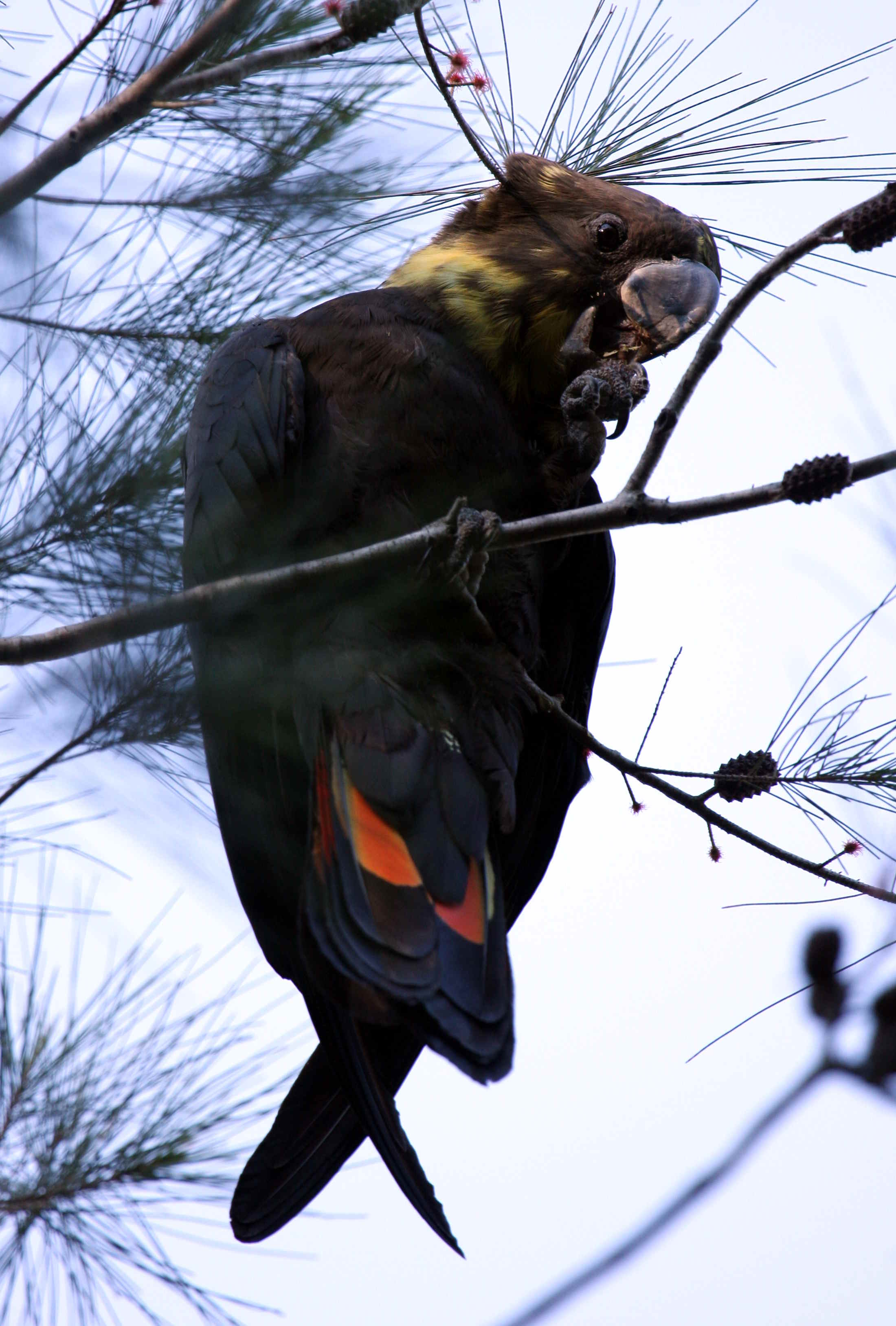
♀